# Molukken-Bronzefruchttaube
Die Molukken-Bronzefruchttaube (Ducula concinna), auch Blauschwanz-Fruchttaube genannt, ist eine große Art der Taubenvögel, die zu den Fruchttauben zählt. Sie kommt ausschließlich in Südostasien auf kleinen Inseln vor.
Die Bestandssituation der Molukken-Bronzefruchttaube wurde 2016 in der Roten Liste gefährdeter Arten der IUCN als „Least Concern (LC)“ = „nicht gefährdet“ eingestuft.

## Erscheinungsbild
Die Molukken-Bronzefruchttaube erreicht eine Körperlänge von etwa 42,5 bis 45,5  Zentimetern. Sie ist damit etwas größer als eine Ringeltaube. Auf den Schwanz entfallen 13,7 bis 17,4 Zentimeter. Das Gewicht beträgt etwa 700 bis 925 Gramm. Es besteht kein auffälliger Geschlechtsdimorphismus. Bei den Weibchen sind lediglich die grauen und mauverosa-farbenen Gefiederpartien etwas dunkler. Die basale Hälfte des Schnabels wird von einer weichen, basisnah stark geschwollenen Haut bedeckt, die ab der Mitte bei dieser Art gefiedert ist. Dadurch wirkt die Stirn der Molukken-Bronzefruchttaube sehr flach.
Das Gefieder an Vorderkopf, Hals, Brust und Bauch ist sehr hell silbergrau. Kinn, Kehle und Ohrdecken sind dabei geringfügig dunkler. Der Nacken und der Oberkopf sind mauve-farben. Der hintere Hals sowie der obere Mantel sind blass silbergrau. Der übrige Mantel und der Rücken sind schillernd grün. Die Oberschwanzdecken sind glänzend violettblau. Die Unterschwanzdecken sind dunkel kastanienbraun. Frisch gemauserte Steuerfedern haben einen auffälligen violettblauen Glanz. Ältere Steuerfedern wirken schwärzlich.

## Verwechselungsmöglichkeiten
Im Verbreitungsgebiet der Molukken-Bronzefruchttaube kommt auch die Weißaugen-Fruchttaube vor. Deren Kopf ist allerdings rundlicher. Kopf, Hals und Körperunterseite sind von einem dunkleren Grau. Die Unterschwanzdecken sind anders als bei der Molukken-Bronzefruchttaube grau. Die Bronzefruchttaube ist an Kopf, Nacken und der Körperunterseite dunkelgrau mit einer weinroten Tönung. Die Körperoberseite und der Schwanz sind metallischblau und grün.

## Verbreitungsgebiet

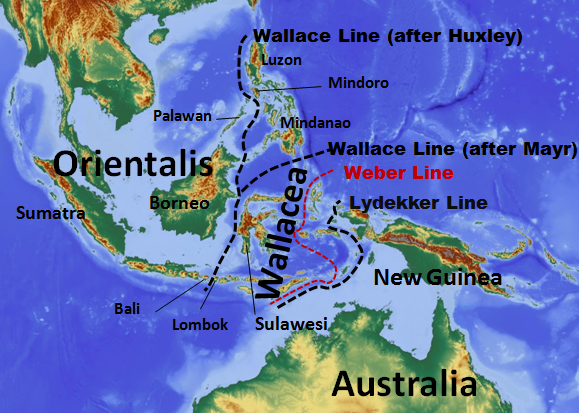
Die Molukken-Bronzefruchttaube besiedelt verschiedene kleine Inseln der Wallacea

Die Molukken-Bronzefruchttaube kommt auf einer Reihe von kleinen Inseln der Wallacea vor. Es sind im Wesentlichen die Talaudinseln, kleine Inseln nördlich und südlich von Sulawesi sowie Inseln zwischen Seram und den Kai-Inseln. Sie kommt außerdem auf den Aru-Inseln und auch direkt auf den Kai-Inseln vor. Als Irrgast erreicht sie auch immer wieder die australische Küste. Typisch ist für diese Taubenart, dass sie plötzlich auf Inseln auftaucht, auf denen sie zuvor nicht beobachtet wurde und auch plötzlich auf Inseln fehlt, wo sie einst eine sehr häufige Taubenart war. Dieses Phänomen ist besonders auf sehr kleinen Inseln zu beobachten.
Grundsätzlich ist die Molukken-Bronzefruchttaube auf kleine Inseln spezialisiert und kommt in nahezu jedem Lebensraum dieser Inselwelten vor, wenn sie auch einigen Baumbestand aufweisen. Sie besiedelt sowohl trockenen Monsunwald, Waldränder, Sekundärwald als auch Savanne und Agrarflächen, sofern diese noch kleine Waldflecken aufweisen.

## Lebensweise
Die Molukken-Bronzefruchttaube kommt gewöhnlich einzelgängerisch oder in Paaren vor. Gelegentlich ist sie aber auch in größeren Trupps versammelt und gelegentlich schließt sie sich den Trupps anderer Taubenarten an. Sie überquert Meerengen und wurde wiederholt dabei beobachtet, wie sie dabei mehr als 160 Kilometer weit entfernte Inseln gezielt anfliegt.

## Systematik
Es werden gelegentlich drei Unterarten unterschieden. Nach Ansicht von Alan Kemp ist es allerdings zweifelhaft, ob es bei einer so wanderfreudigen Taube überhaupt zu einer solchen genetischen Isolation kommen kann, dass Unterarten entstehen. Die genannten Unterarten unterscheiden sich nur geringfügig in der Größe und der Farbintensität der grau- und mauvefarbenen Gefiederpartien. Kemp geht entsprechend eher von individuellen Unterschieden aus.
Die Fortpflanzungsbiologie dieser Art ist noch nicht abschließend untersucht. Die bisher gefundenen Nester befanden sich hoch über dem Erdboden in Baumwipfeln.

## Haltung
Molukken-Bronzefruchttauben werden nicht sehr häufig in Zoologischen Gärten gezeigt. Der Erstimport erfolgte jedoch bereits um das Jahr 1900 durch den Zoo in London. Dort wurden die Tauben auch noch im Jahr 1904 gehalten. In den 1960er Jahren pflegte auch der Zoo Rotterdam Tauben dieser Art. Eine einzelne Molukken-Bronzefruchttaube wurde auch im New Yorker Bronx Park gepflegt. 1994 gelang dem Vogelpark Walsrode erfolgreich die Nachzucht dieser Art.